# Vildbassen
Vildbassen er en dansk familiefilm fra 1994, instrueret af Sven Methling og skrevet af Peter Bay, Morten Holst Jensen[kilde mangler] og Jørgen Kastrup efter en roman af Torben Nielsen.

## Medvirkende
- Robert Hansen
- Claus Bue
- Birthe Neumann
- Waage Sandø
- Susanne Heinrich
- Preben Kristensen
- Sofie Lassen-Kahlke
- Dick Kaysø
- Viggo Sommer
- Allan Olsen
- Paul Hüttel
- Torben Zeller
- Folmer Rubæk
- Joachim Knop
- Peter Rygaard
- Mek & The Pek'a'billies